# La memoria de Blas Quadra
La memoria de Blas Quadra es una película uruguayo-española de 2000. Dirigida por Luis Nieto, es un film de suspenso protagonizado por Antonio Larreta, Ricardo Beiro, Margarita Musto, Norma Quijano y Laura Schneider.

## Sinopsis
El prestigioso escritor de la Generación del 45 Blas Quadra (Larreta), quien padece una reciente ceguera, enfrenta la creciente fama de su hijo Gabriel (Beiro), la que se debe, según una periodista, a algunas similitudes con la obra de su padre. Quadra solo confía en la persona que pasa en limpio sus escritos, su secretaria (Musto), pero desconoce su íntima relación con uno de sus más célebres personajes.

## Protagonistas
- Antonio Larreta (Blas Quadra)
- Ricardo Beiro (Gabriel)
- Margarita Musto
- Norma Quijano
- Laura Schneider

## Premios
- FONA e Ibermedia (2000).[1]
- Asociación de Críticos de Cine del Uruguay (2001): premio a la mejor actuación femenina.[3]